# 빅토르 골란츠
빅토르 골란츠 경(Sir Victor Gollancz, /ɡəˈlæns, -ˈlænts/, 1893년 4월 9일 ~ 1967년 2월 8일)은 영국의 출판인이며 인도주의자이다.
골란츠는 주로 좌익계열 후원자라 알려져있으나 그의 관심사는 자유주의와 사회주의의 사이에 걸쳐있었다. 그는 스스로 기독교 사회주의자이자 국제주의자로 규정했다. 그는 나치의 유태인 학살을 예견한 것으로 유명해졌으며 독소불가침조약에 대해서도 알려왔다. 자신의 출판사를 통해 반전주의자, 사회주의자들의 논픽션 저작들을 출간하였으며 좌파 북클럽을 창립했다.
전후 그는 독일에 관심을 가져 국제주의와 형제애에 기반한 우정과 화해를 증진시키기 위해 노력했다. 그는 유럽을 구하라(Save Europe Now, SEN)라는 조직을 설립해 무고한 독일 시민, 특히 아이들의 고통을 지원하려 하였고 독일 민간인에 대한 가혹행위를 알리고자 했다. 그는 49년 프랑크푸르트 대학교에서 명예 박사학위를 받았고 53년엔 독일연방공화국 공로장을, 60년엔 독일 출판무역협회평화상(Peace Prize of the German Book Trade)을 받았다. 서베를린의 골란츠 거리를 비롯해 몇몇 길과 학교에 골란츠를 기리는 이름이 붙었다. 2000년부터 피억압민족 협회(Society for Threatened Peoples)에서 빅토르 골란츠 상을 제정해 수여하고 있다. 골란츠는 이런 말을 남겼다. "나는 타인에 대한 모든 찬반양론을 거부한다. 나는 인도주의자일 뿐이다."

## 어린 시절
런던의 마이다 베일에서 독일-폴란드계 유대인 가족에서 태어났다. 보석 도매상의 아들이자 랍비 교수였던 헤르만 골란츠 경과 이스라엘 골란츠 경의 조카다. 할아버지인 랍비 사무엘 골란츠는 19세기 중엽 빗코보(Witkowo)에서 영국으로 이주했고 런던의 유대인 공동체의 중심인물이 되었다.
골란츠는 세인트폴을 졸업하고 뉴 칼리지 (옥스퍼드)에서 고전을 전공한 뒤 교사가 되었다. 그는 1915년 군(Northumberland Fusiliers)에 배속되었지만 별로 열심이진 않았고 1916년에 렙톤 스쿨에서 가르치면서 두각을 나타냈다. 그는 일반사회 수업을 학교에 소개하고 학생들을에게 자극을 주어 다수의 제자들이 이후 교사를 지망하게 되었다. 그중에는 제임스 하포드와 제임스 달링도 있었다. 1917년에는 1차대전 이후의 영국 재건위원회에 관련되었는데 거기서 어니스트 벤을 만나 출판업에 발을 담그게 되었다. 잡지부터 시작해 예술서적 시리즈도 발간했고 서서히 작가들과도 계약하게 되었다.

## 출판인
골란츠는 27년 자신의 이름을 단 출판사를 설립했다. 30년대 중반까지 골란츠 출판사는 반전주의자와 사회주의자들의 논픽션과 엘리자베스 보웬, 대프니 듀모리에, 프란츠 카프카 등의 소설들을 출간했다. 제프리 콕스가 겨울 전쟁을 다룬 책 '붉은 군대의 이동'(The Red Army Moves, 1941)을 내기 전까지 골란츠는 소련에 대한 비판을 의도적으로 묵살했다. 그래서 조지 오웰은 골란츠에서 책을 내다가 카탈로니아 찬가부터 세커 앤 워버그로 출판사를 옮겼다. 오웰은 "골란츠야 물론 사회주의 선동가의 일원이지"라고 평가했다.
골란츠는 좌파 북클럽의 설립자 중 한명이다. 영국의 첫번째 북클럽으로 골란츠는 가끔 신문 전면광고까지 내는 당시로서는 참신한 시도를 통해 마케팅을 제대로 했다. 그는 눈을 붙잡는 타이포그래피와 일관된 표지 디자인으로 세련되게 책을 포장했다. 48년부터는 작가를 찾기위해 매년 미국에 가서 이후 51년이 되자 출간물의 절반을 미국 작가가 차지하게 될 정도가 되었다.
골란츠의 정치적 성향은 자유당 (영국)과 조합 사회주의의 사이에 있었다. 그는 31년까지 자유당에 속해있었지만 이후 대중적인 책들과 함께 좌익계열 출판물을 찍기 시작했다. 그는 당적을 가지지 않았지만 30년대 후반을 영국 공산당 (1920년)과 긴밀한 관계속에 보냈다. 독일-소련 불가침 조약 이후 그는 영국 공산당과 인연을 끊고 기독교사회주의로 흘러간다. 1940년대 초 골란츠는 리차드 어클랜드(Richard Acland)의 사회주의자 Common Wealth Party에 공감하여 1945년 선거때 연설을 해주었다. 선거에서 이길 것이라고 생각하진 않았지만 그런대로 사회주의자들을 대변할 수 있는 곳이라 생각했기 때문이다.
종교적 신념은 골란츠에게 중요했다. 그의 아버지는 유대정교를 열심히 믿는 사람이었고 골란츠는 가족에게 배어있는 유대주의 냄새를 싫어했지만 유대교의 의식은 그런대로 지켜왔다. 골란츠는 기독교인이라고 불렸지만 세례를 받지 않았고 종교관 자체도 꽤 특이했다. 그의 절충주의적 태도는 여러 가지 종교의 부분부분을 가져와서 조합하게 만들었다. 그의 종교관은 기쁨을 인식하는 것에 있었고 평생 자신의 정치적 신념을 널리 알리는 것과 겹쳐졌다. 그는 다수의 종교저작(A Year of Grace, From Darkness to Light, God of a Hundred Names, The New Year of Grace)을 편집했다. 골란츠는 신랄한 감각을 가진 음악애호가로 Journey Towards Music이라는 책을 남겼다. 그는 65년에 작위를 받았다.

## 운동가
성공한 출판인이자 다양한 주제에 대해 왕성하게 글을 쓰던 골란츠는 자신의 생각을 실천하기 위해 단체를 만들었다. 좌파 북클럽은 비상업적이고 참여적인 좌파성향의 글을 영국에 퍼트리려는 목적을 가지고 있었다. 그는 이런 단체들에 자신의 노력을 쏟아부었다.
그의 첫 팜플렛은 공산주의자들이 좌익 이상주의를 배신하는 것을 보고 난 뒤의 생각들을 담고있다. 바르바로사 작전 이후 그는 영소관계연대(ASPRA, the Anglo-Soviet Public Relations Association)를 설립하고 영국과 러시아의 우정을 촉진하려고 노력했다. 이후 로버트 빈시타르트(Sir Robert Vansittart)는 반나치 팜플렛 Shall Our Children Live or Die(1941)을 써서 이를 지원하였다.

### 유대인 학살 예언
골란츠는 이미 The Little Brown Book of the Hitler Terror(여러 저자, 1933), The Bloodless Pogrom(Fritz Seidler, 1934)라는 책을 출간하여 나치제국의 반셈족주의를 알린 바 있다. 42년 여름 골란츠는 나치의 홀로코스트의 실상을 사람들이 제대로 모른다는 것을 깨달았다. 42년 12월에 Let My People Go라는 팜플렛을 써서 이미 1~200만명이 죽었고 나치가 좀 더 효율적으로 움직인다면 최대 600만명이 죽을 것이라는 예측을 했다. 골란츠는 유대인 구출계획을 체계적으로 세워서 강연 모금활동을 시작했다. 그는 엘레노어 라스본(Eleanor Rathbone)의 팜플렛 National Committee for Rescue from Nazi Terror를 출간했는데 이것은 3개월만에 25만부가 팔렸다. 이후 이 책은 캐나다 의회에서 언급되었으며 보수지인 아들레이드 어드버타이저(The Adelaide Advertiser)도 다뤄주었다. 라스본과 골란츠는 영국의 대표적인 반나치 운동가가 되었다.
43년 6월 골란츠는 심각한 신경쇠약을 겪는다. 그는 무리하게 일하고 있었으며 또 그 역시 유대인이었으므로 나치의 희생자들에게 깊이 공감하고 있었다. 회복되자마자 다시 수권의 유대인을 주제로 한 책을 출간했으며 The Necessity for Zionism이라는 책을 준비했지만 집필하진 못했다. 그의 시온주의를 위한 노력이 인정받아 그는 예루살렘 히브리 대학교의 총장으로 지명되기도 했다. 45년 5월 그는 유대인 망명자들에게 도움을 준 팜플렛 Nowhere to Lay Their Heads:The Jewish tragedy in Europe and its solution을 작성한다. 그는 이것을 팔레스타인에서 무료로 배포했으며 사람들에게 큰 호응을 얻었다.

### 독일점령지에서의 탈주 지원
45년 4월 골란츠는 팜플렛 What Buchenwald Really Means에서 독일인의 집단적 죄의식을 다루면서 모든 독일인이 죄인은 아니라 말했다. 그는 나치에 의해 처형된 비 유대계 독일인이 수십만이나 된다고 했다. 반면에 민주주의 환경에서 살고있지만 유대인을 구하기 위해 노력하지 않은 영국 시민들도 결코 무죄일 수 없다고도 말했다. 이것은 골란츠의 관심사가 독일 시민들에게까지 넓어졌음을 의미했다. 45년 9월 그는 민간조직인 Save Europe Now (SEN)를 결성해 독일인들을 지원하기 시작했다. 이후 4년간 그는 8개의 팜플렛을 작성했고 여러 책들을 출간하면서 독일을 수차례 방문했다.
독일 시민들에 대한 골란츠의 인도적인 시민운동은 영국 정부에 대한 압력으로 작용했다. 당시 영국 정부는 독일에 대한 모든 물적 지원을 금지하고 있었으나 그것을 풀게 하고 독일을 비롯해 상처뿐인 유럽 국가들에게 물자와 책을 실어나르게끔 여론을 이끌었다. 그는 영국 신문을 비롯해 각종 매체에 지속적으로 비판적인 글을 실었다. 46년에 독일내 영국점령지를 다녀온 직후 그는 In Darkest Germany라는 사진집 시리즈를 제작했다.
독일인의 도피 및 추방 (1944년-1950년)에 대해 그는 이렇게 말했다. "지금까지 보여주었던 우리의 인도주의적 태도는 더욱 예민해질 필요가 있다. 이 추방은 우리의 불명예로 계속해서 남을 것이다. 그것도 단순히 배려심의 부족 정도가 아니라 최악의 잔인함으로 그들을 대했다는 것으로 기록될 것이다." Our Threatened Values, (London, 1946)에서 그는 체코 수용소에 있는 주데텐란트 독일인 수용자를 이렇게 묘사했다. "그들은 성별과 나이 불문하고 작은 오두막에 꾸역꾸역 밀어넣어졌다. 수용자중엔 4세부터 80세까지도 있었다. 가장 충격적인 것은 갓난아이였는데 진이 다 빠진 어머니의 쭈글쭈글한 몸에 안겨 아이도 죽어가고 있었다. 그 옆의 간이침대 위에는 죽어가는 두 노파가 누워있었다. 간수 옆에 서있는 사람만이 희미하게 숨을 내쉬고 있었지만 그도 거의 죽은 것이나 진배없었다." 버나드 로 몽고메리가 독일인의 하루 에너지를 겨우 천칼로리로 배정했을 때 그는 독일이 베르겐-벨젠 강제 수용소에서 고작 800칼로리만을 공급했을 뿐이라고 합리화했다. 골란츠는 이런 독일의 기아상태를 다음과 같은 말로 비판했다. "그들을 재교육시키기 위해선, 최소한 그들을 먼저 살려놓아야 한다."
독일인들을 구하기 위한 골란츠의 동기는 그의 국제주의와 형제애에서 찾을 수 있다. "우리의 도움이 어떠해야 한다고 규정할 수는 없다. 그저 필요로 하는 이들에게 단호히 손을 내밀어야 한다." 골란츠의 전기작가인 루스 에드워즈(Ruth Dudley Edwards)는 골란츠의 시민운동이 두가지 에너지를 가지고 있다고 말했다. 첫번째는 소외된 자들에 대한 그의 관심이고 두번째는 비대중적인 관심사를 끌어올려 주목받게 만드는 그의 승부욕이다. 골란츠의 행동은 그의 친구 존 콜린스도 끌어들여 Christian Action을 만들게 하는데 이는 이후 남아공의 아파르트헤이트를 반대하는 운동으로 이어지게 된다. 1960년 골란츠는 SEN을 설립한 공로로 독일 출판무역협회 평화상을 받았다.

### 여러 시민단체의 설립
골란츠는 48년 랍비 레오 바에크(Leo Baeck)와 함께 JSHS(Jewish Society for Human Service)를 설립하는데 이는 이스라엘 독립국가 수립을 지원하기 위한 것이어서 아랍세계의 반발을 샀다. 보편적 유대 윤리를 지향하고 유대인과 아랍인 사이의 고통을 없애는 것을 목표로 하는 단체였다.
51년 골란츠는 가디언에 빈곤문제 해결을 위한 국제적 연대를 호소하며 글을 썼다. 그의 편지는 한국 전쟁 중단을 위한 여론조성에 기여했고 "칼을 버리고 보습을 잡자"라는 캠페인으로 이어졌다. 골란츠는 독자들에게 그저 'yes'라는 답변만 주면 된다고 호소했고 5000여장의 회신을 받았다. 그는 AWP(Association for World Peace)를 설립해 의장이 되었다. 그는 해럴드 윌슨을 이후 AWP의 의장으로 추대하고 계속해서 세계 재건을 위한 계획(War on Want - a Plan for World Development)이라는 팜플렛을 작성했다.
골란츠는 55년 아서 쾨슬러와 존 콜린스 등과 함께 NCACP(The National Campaign for the Abolition of Capital Punishment)를 설립한다. 이 단체는 사형제 폐지를 목표로 했다. 그는 이후 나치 전범인 아돌프 아이히만의 사형까지도 반대했다. 그는 논쟁적인 팜플렛 The Case of Adolf Eichmann까지 썼다.

## 사생활
골란츠는 루스 골란츠(Ruth Gollancz née Lowy)와 결혼해 딸 다섯을 두었다. 비타 골란츠는 미술가가 되었으며 리비아 골란츠는 음악가이자 이후 골란츠 출판사의 대표가 되었으며 다이아나 골란츠는 작가 필립 라킨과 오랜 지기였다. 골란츠는 런던에서 사망했다.
- 빅토르 골란츠의 작품 - 프로젝트 구텐베르크
- 작품 정보 빅토르 골란츠 - 인터넷 아카이브